# Клинково (Усвятский район)
Клинково — опустевшая деревня в Усвятском районе Псковской области России. Входит в состав сельского поселения «Усвятская волость».

## География
Находится на юге региона, в западной части района, в обезлесенной местности, вблизи озера Клинково, в примерно в 2 км от государственной границы между Российской Федерацией и Республикой Беларусь (Городокский район, Витебская область).
Уличная сеть не развита.

## История
В соответствии с Законом Псковской области от 28 февраля 2005 года № 420-ОЗ деревня Клинково вошла в состав образованного муниципального образования Усвятская волость.

## Население
| 2001 | 2002 | 2010 |
| ---- | ---- | ---- |
| 2    | ↘1   | ↘0   |

## Инфраструктура
Личное подсобное хозяйство.

## Транспорт
Просёлочная дорога.